# Imma capnodes
Imma capnodes är en fjärilsart som beskrevs av Felder 1875. Imma capnodes ingår i släktet Imma och familjen Immidae. Inga underarter finns listade i Catalogue of Life.